# Guido Heuer
Guido Heuer (* 19. Dezember 1966 in Magdeburg) ist ein deutscher Politiker der CDU und seit 2016 Abgeordneter im Landtag von Sachsen-Anhalt. Seit August 2022 ist er dort Fraktionsvorsitzender der CDU.

## Leben
Nach dem Abitur 1985 nahm Heuer ein Studium auf, das er als Diplom-Betriebswirt (FH) abschloss. Im Anschluss arbeitete er bei der Conpack Industrieverpackung GmbH & Co. KG, von 1990 bis 1992 in Bremen und von 1992 bis 1993 in Changchun für die Audi AG. Von 1994 bis 2007 war er Mitarbeiter im Vertriebsaußendienst und von 2007 bis 2014 Geschäftsführer der Magdeburger Filiale der Fliesen-Zentrum Deutschland GmbH. Seit 2014 ist er Geschäftsleiter der Niederlassung Magdeburg von Keramundo/Saint-Gobain.
Heuer trat 2009 in die CDU ein und ist seit September 2015 Vorsitzender der CDU-Ortsgruppe Sülzetal. Er gehört seit 2014 dem Gemeinderat von Sülzetal an und seit Juni 2015 dessen Vorsitzender. Bei der Landtagswahl im März 2016 wurde er als Direktkandidat der CDU über den Wahlkreis 20 (Wanzleben) als Abgeordneter in den Landtag von Sachsen-Anhalt gewählt. Das Direktmandat gewann er mit 38,0 % der Erststimmen. Am 29. August 2022 wurde er in einer Kampfabstimmung zum neuen Fraktionsvorsitzenden der CDU-Landtagsfraktion von Sachsen-Anhalt gewählt.
Guido Heuer ist verwitwet und hat eine Tochter.